# Pierre Claverie
Pierre Lucien Claverie (* 8. Mai 1938 in Bab El-Oued, Algier; † 1. August 1996 in Oran) war ein französischer Dominikaner und römisch-katholischer Bischof von Oran. Er kam während des algerischen Bürgerkriegs bei einem Bombenattentat ums Leben. In der römisch-katholischen Kirche wird er als Seliger verehrt.

## Leben
Pierre Claverie wurde 1938 im Quartier Bab El-Oued in Algier in einer französischen Familie geboren, die seit vier Generationen als Pieds-noirs in Algerien ansässig war. Während seiner Schulzeit pflegte er keinen Kontakt zu muslimischen oder arabischsprechenden Algeriern und bezeichnete später seine Kindheitserfahrungen als „koloniale Seifenblase“. Nach seinem Baccalauréat begann er ein Studium an der Universität Grenoble, wandte sich dann aber dem Ordensleben zu. 1958 trat er ins Kloster Lille als Novize des Dominikanerordens ein und erhielt 1965 die Priesterweihe. 1967, nach Abschluss des Algerienkriegs, kehrte er auf eigenen Wunsch in sein unabhängig gewordenes Geburtsland zurück. Er erlernte die arabische Sprache und machte sich mit dem Islam vertraut. 1973 übernahm er die Leitung des Centre des Glycines in Algier, eines Instituts und einer Bibliothek für Arabistik und Islamstudien, das sowohl Christen als auch Muslimen offensteht.
Am 25. Mai 1981 ernannte Papst Johannes Paul II. Claverie als Nachfolger von Henri Teissier zum Bischof von Oran. Die Bischofsweihe spendete ihm der Erzbischof von Algier, Léon-Étienne Kardinal Duval, am 2. Oktober desselben Jahres. Mitkonsekratoren waren der Prälat von Tunis, Michel Callens MAfr, und der Erzbischof von Rabat, Jean Chabbert OFM.
Er gilt als Pionier des christlich-islamischen Dialogs. 
Nach Ausbruch des algerischen Bürgerkriegs sah sich die römisch-katholische Kirche in Algerien Bedrohungen ausgesetzt. Trotz mehrmaliger Ratschläge aus Europa, Algerien zu verlassen, weigerte sich Pierre Claverie, dies zu tun. Er besaß zwar niemals die algerische Staatsbürgerschaft, fühlte sich aber dem Land untrennbar verbunden und äußerte sowohl an der islamischen Heilsfront als auch an der algerischen Regierung Kritik.
Als in der Nacht vom 26. auf den 27. März 1996 sieben Trappisten-Mönche aus dem Kloster Notre-Dame de l’Atlas in Tibhirine entführt wurden, später ermordet und am 30. Mai geköpft aufgefunden wurden, wurde Claverie klar, dass auch er bedroht war. Am 1. August 1996 kam er zusammen mit seinem 21-jährigen Chauffeur Mohamed Bouchikhi, einem algerischen Muslim, bei einem Attentat ums Leben, als eine Bombe den Eingang seiner Bischofskirche in dem Moment zerstörte, als er sie kurz vor Mitternacht betreten wollte. Wegen Beteiligung an diesem Attentat wurden am 23. März 1998 sieben Personen zum Tode verurteilt.

## Pierre & Mohamed
Pierre & Mohamed ist ein Bühnenwerk, das von dem Dominikaner Adrien Candiard für das Festival d’Avignon 2011 geschrieben wurde. Der Autor hat in diesem Ein-Mann-Stück Predigten des Bischofs mit vermeintlichen Notizen aus dem Tagebuch seines Chauffeurs Mohamed in Dialog gestellt. Die Erstinszenierung wurde von Francesco Agnello realisiert, der auch selbst den Erstdarsteller Jean-Baptiste Germain musikalisch auf dem Hang begleitete.

## Seligsprechungsverfahren
Im für Claverie und weitere 18 zwischen 1994 und 1996 in Algerien ermordete Ordensleute eingeleiteten Seligsprechungsverfahren erkannte Papst Franziskus am 26. Januar 2018 das Martyrium als Voraussetzung für die Seligsprechung an. Zu den Ordensleuten gehören auch die Mönche von Tibhirine. Die Seligsprechung durch den Kardinalpräfekten der Kongregation für die Selig- und Heiligsprechungsprozesse, Giovanni Angelo Becciu, fand am 8. Dezember 2018 im Heiligtum Notre-Dame de Santa Cruz in Oran statt.